# Norco (California)
Norco es una ciudad ubicada en el condado de Riverside en el estado estadounidense de California, fundada en 1964. En el año 2000 tenía una población de 24.157 habitantes y una densidad poblacional de 649,4 personas por km².

## Geografía
Norco se encuentra ubicada en las coordenadas 33°55′38″N 117°33′41″O / 33.92722, -117.56139. Según la Oficina del Censo, la ciudad tiene un área total de 37,2 km² (14,4 mi²), de la cual 36,5 km² (14,1 mi²) es tierra y 0,7 km² (0,3 mi²) (1.81%) es agua.

## Demografía
Según la Oficina del Censo en 2007 los ingresos medios por hogar en la localidad eran de $62,652, y los ingresos medios por familia eran $66,204. Los hombres tenían unos ingresos medios de $41,599 frente a los $30,652 para las mujeres. La renta per cápita para la localidad era de $20,710. Alrededor del 5.3% de la población estaban por debajo del umbral de pobreza.

## Educación
El Distrito Escolar Unificado de Corona y Norco (CNUSD) gestiona las escuelas públicas de la ciudad.